# Porella brachiata
Porella brachiata là một loài rêu tản trong họ Porellaceae. Loài này được (Taylor) Spruce miêu tả khoa học lần đầu tiên năm 1885.